# Belluno megye
Belluno megye (olaszul: Provincia di Belluno, velenceiül Provincia de Bełun) az olaszországi Veneto régió közigazgatási egysége. Székhelye: Belluno.

## Galéria

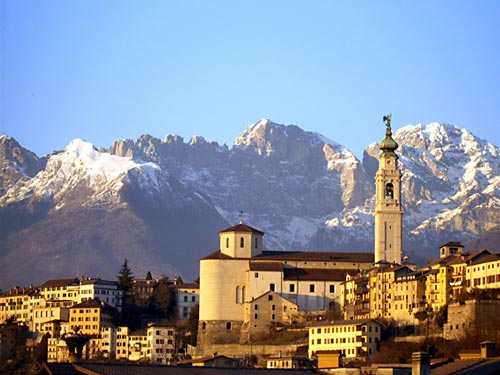
Belluno
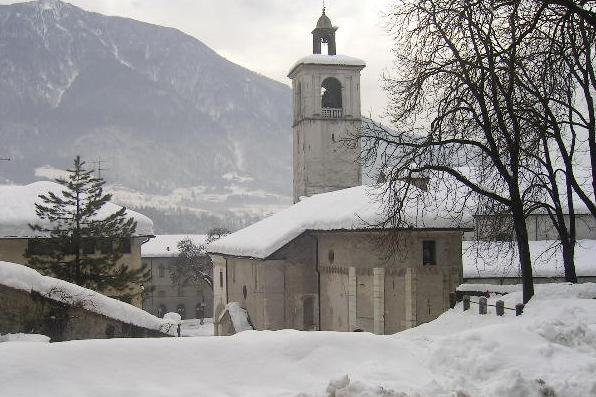
Feltre dómja
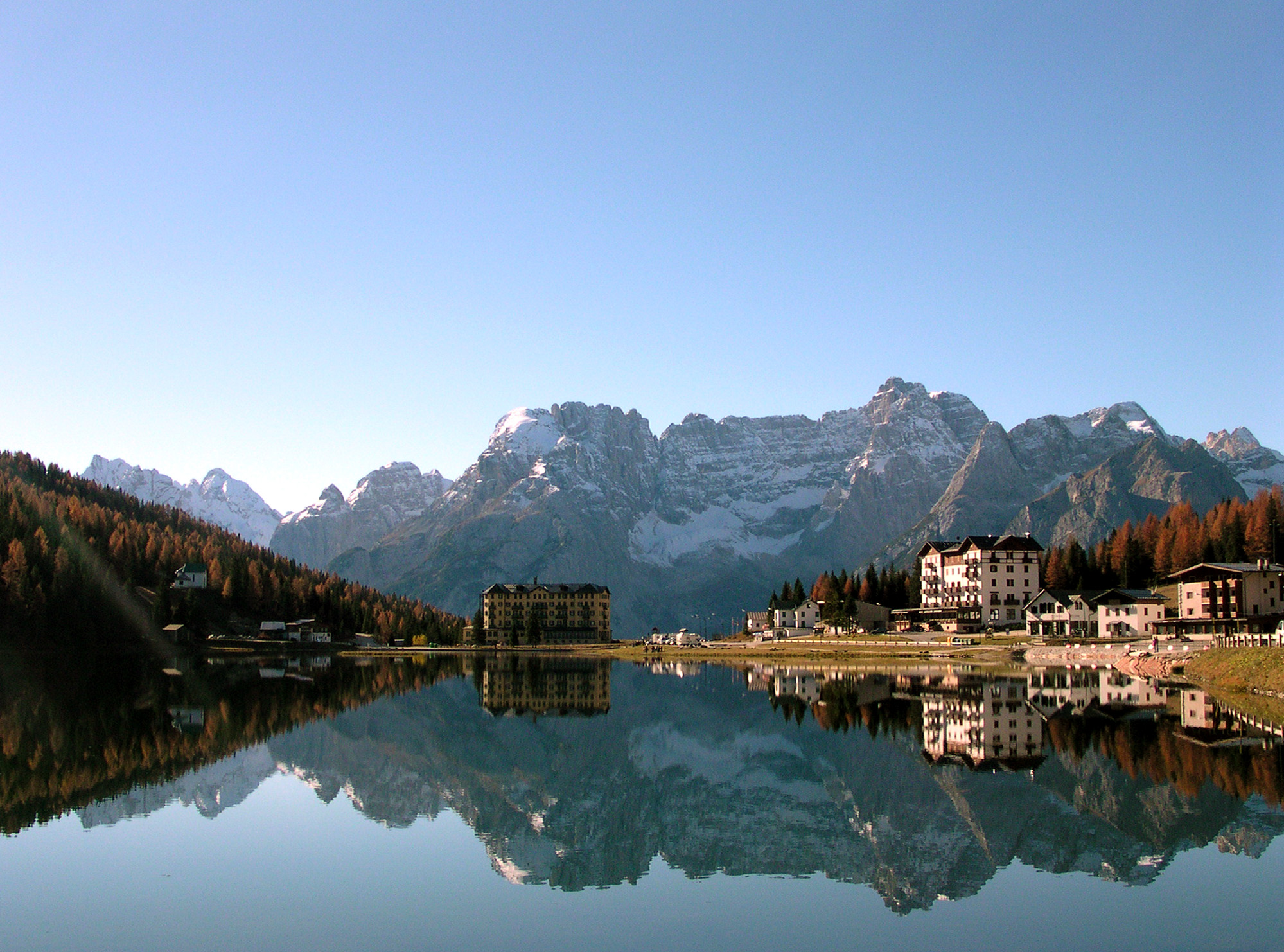
Misurina-tó
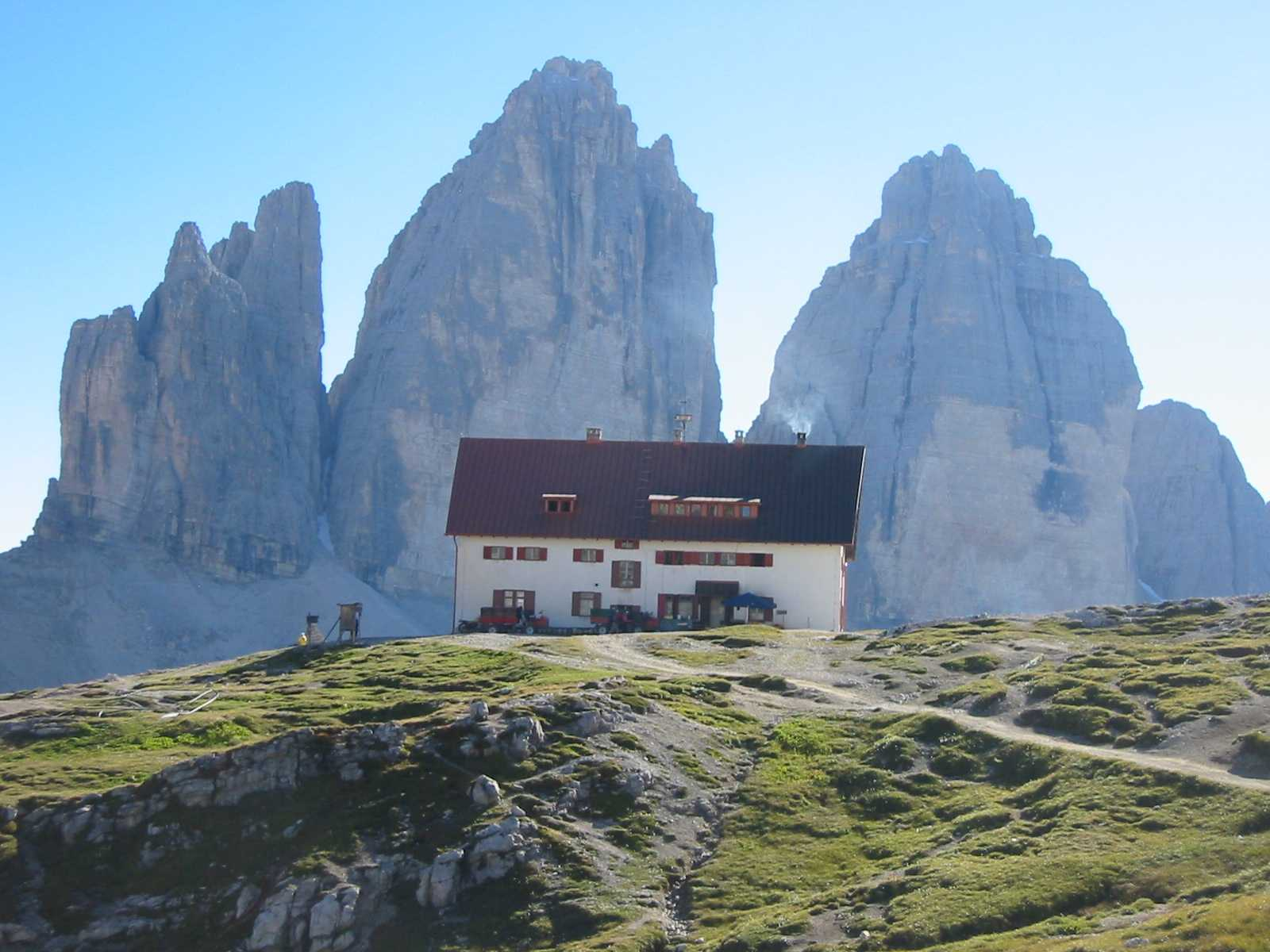
Drei Zinnen (Tre Cime di Lavaredo)